# Guyot (géologie)
Pour les articles homonymes, voir Guyot.
Un guyot est un mont sous-marin volcanique isolé de forme tronconique. Son sommet aplati se trouve à plus de deux cents mètres de profondeur sous la surface, et à plus de neuf cents mètres du plancher océanique. Cette définition est néanmoins arbitraire, et il existe des montagnes à sommet plat plus petites.

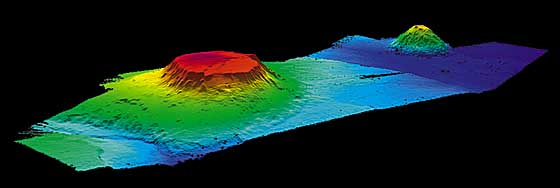
Le guyot de l'Ours, au large du Massachusetts (États-Unis) dans l'océan Atlantique Nord.

## Découverte

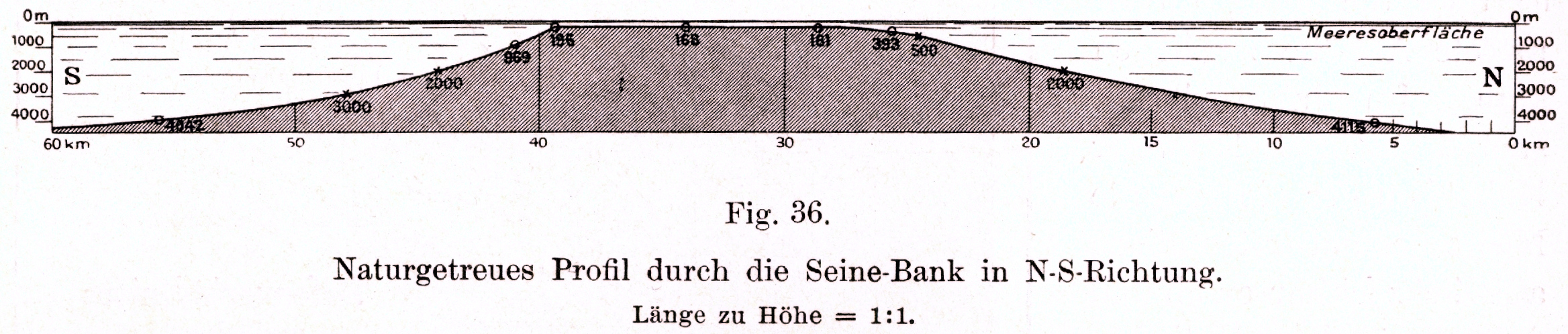
Dessin en coupe du banc de la Seine, près de l'île de Madère, daté de 1912.

Les monts sous-marins à sommet plat sont connus dès la fin du XIXe siècle, mais ils sont alors appelés « bancs ». Ils ont ensuite été étudiés par les membres de l'U.S. Coast and Geodetic Survey, un organisme d'études côtier et géodésique américain, et ont fait l'objet d'une première publication scientifique en 1941 par Harold Murray.

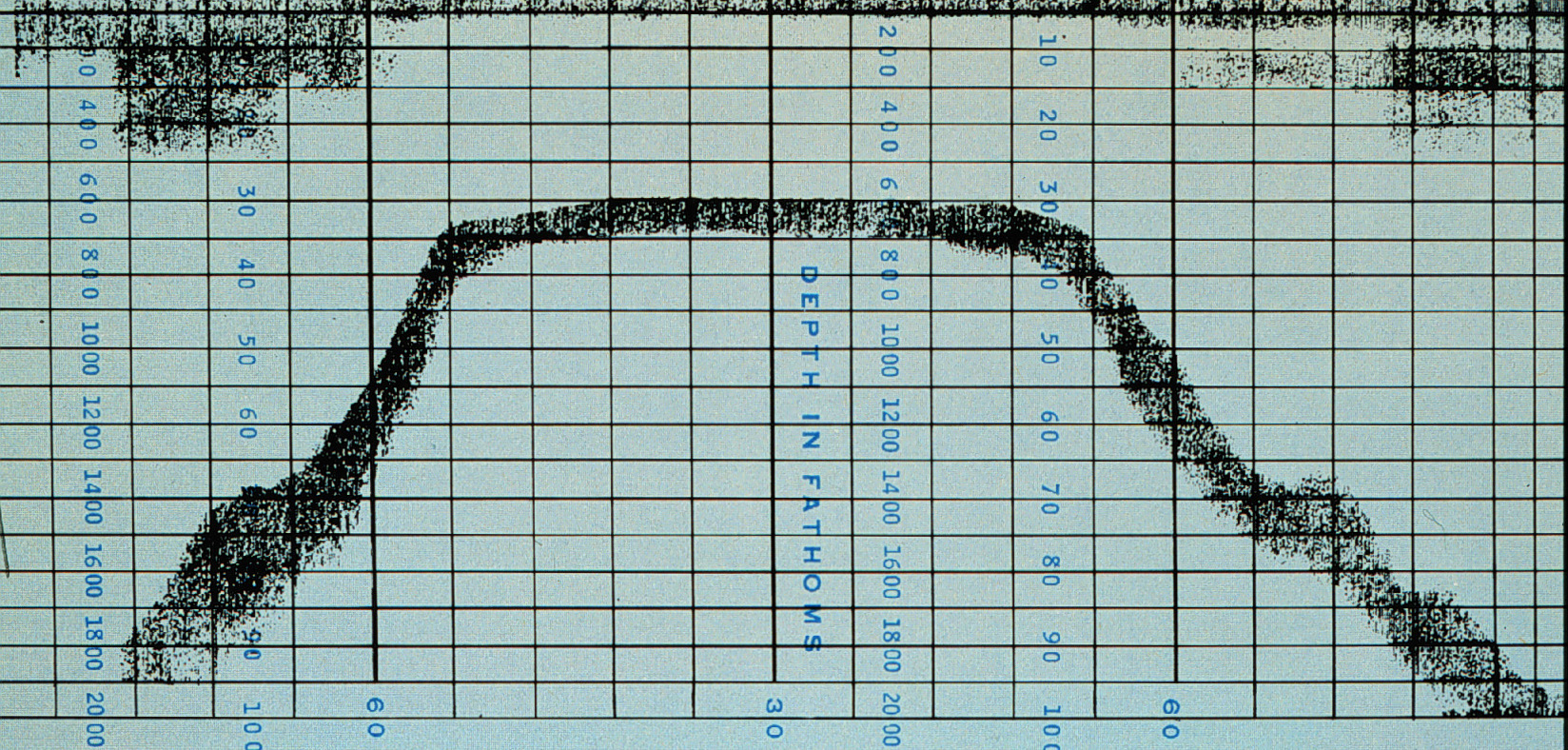
Le tracé sonar du premier guyot découvert par Hess.

En 1945, l'Américain Harry Hess de l'université de Princeton (New Jersey, États-Unis), servant alors comme officier de marine, décrit à son tour ces monts sous-marins à partir des données récoltées par les sonars du navire qu'il commande. Elles montrent le profil de montagnes à sommet plat. Il en découvre une centaine, et leur donne le nom générique de « guyot » car il trouve qu'elles ressemblent au Guyot Hall, le bâtiment à toit plat abritant la faculté de géologie de l'université de Princeton, lui-même nommé ainsi en l'honneur du géographe et géologue américano-suisse Arnold Henri Guyot. Hess a émis l'hypothèse que ces montagnes étaient d'anciens volcans, dont le sommet aurait été érodé par l'action des vagues, bien qu'elles se trouvent maintenant en profondeur sous le niveau de la mer.

## Formation

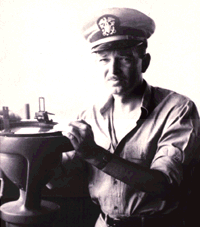
Harry Hess.

Les guyots ont été formés par l'érosion à l'air libre, puis se sont progressivement enfoncés lors de leur déplacement avec la lithosphère océanique, celle-ci s'abaissant (subsidence) à mesure qu'elle s'éloigne de la dorsale océanique. 
Les guyots, avant d'être des monts sous-marins, ont été tout d'abord des îles volcaniques. Elles ont été créées par l'extrusion de laves depuis le manteau terrestre jusqu'au fond de l'océan à la suite de l'action d'un point chaud ou de la dorsale, la remontée de magma et surtout la température plus importante y provoquant la formation d'un relief par isostasie. En s'éloignant de la dorsale, la lithosphère océanique se refroidit et devient plus dense, et sa surface — la croûte océanique — plus profonde. Ainsi, les îles s'éloignant de la dorsale s'enfoncent et forment les guyots. Et plus le temps passe et la distance d'avec la dorsale s'agrandit, plus les guyots deviennent profonds.
Certaines de ces îles, selon leur latitude et leur faible vitesse d'affaissement, ont vu le développement d'un récif frangeant, puis d'un atoll de corail. Quand cette vitesse a dépassé celle de la croissance du corail, ou à la suite d'une élévation du niveau de la mer, le corail n'a pas pu continuer à se développer. À la suite de l'action érosive de la mer et des intempéries, l'anneau de corail mort s'est rempli de sédiments provenant du démantèlement de l'ancien cône volcanique, mélangé avec des matières organiques appartenant aux récifs coralliens. Cet anneau comblé est ainsi la cause du sommet plat de ces guyots.

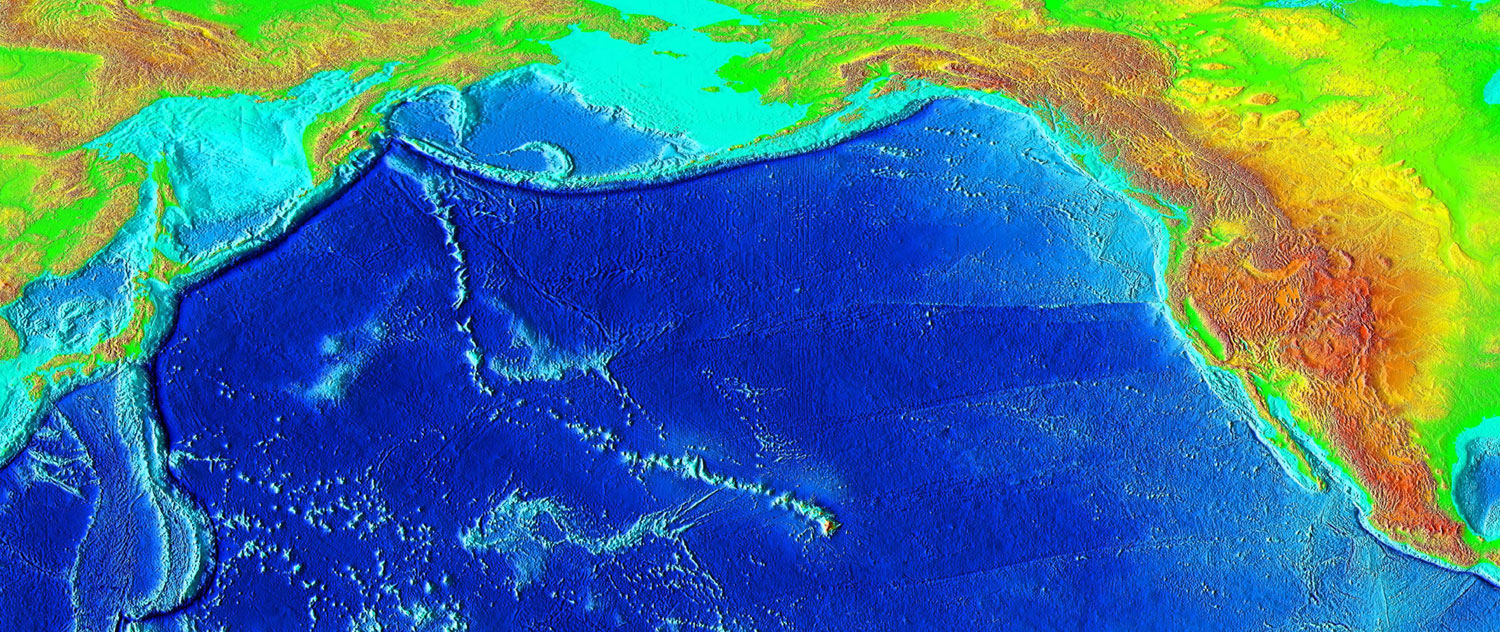
La chaîne Hawaï-Empereur

### Tectonique des plaques
Les lignes formées par les successions de monts sous-marins et d'îles, comme la chaîne sous-marine Hawaï-Empereur, donnent des indications sur les mouvements des plaques tectoniques, et sur la rhéologie de la lithosphère.
Les guyots ont servi de preuve de la théorie de la tectonique des plaques, car en s'approchant des zones de subductions, où la croûte océanique plonge sous une autre plaque, certains sommets ont été trouvés légèrement inclinés, indiquant par là que c'est le plancher océanique lui-même qui penche.
Bien qu'ils puissent être âgés de centaines de millions d'années, il y a eu quelques découvertes récentes de guyots de moins d'un million d'années, comme le mont sous-marin Bowie au large de la Colombie-Britannique, au Canada.
La pente de la plupart des guyots est d'environ vingt degrés. Le diamètre de leurs sommets peut dépasser les 10 km.

### Le cas du guyot émergé de l'Afar
Haroun Tazieff a découvert en 1967, lors de l'exploration pionnière de l'Afar, un volcan qu'il qualifia de guyot exondé dont il a pu déterminer le caractère entièrement sous-marin lors de sa formation. Le volcanisme subaquatique seul, selon Tazieff, explique la forme « en seau renversé » de ce "guyot". L'observation de ce guyot de l'Afar a montré que « la strate extérieure qui le couvrait tout entier (...) passait progressivement, continûment et sans hiatus de la pente inclinée à trente degrés à la surface horizontale du sommet, avant de redescendre sans s'interrompre sur les autres versants ».

## Localisation

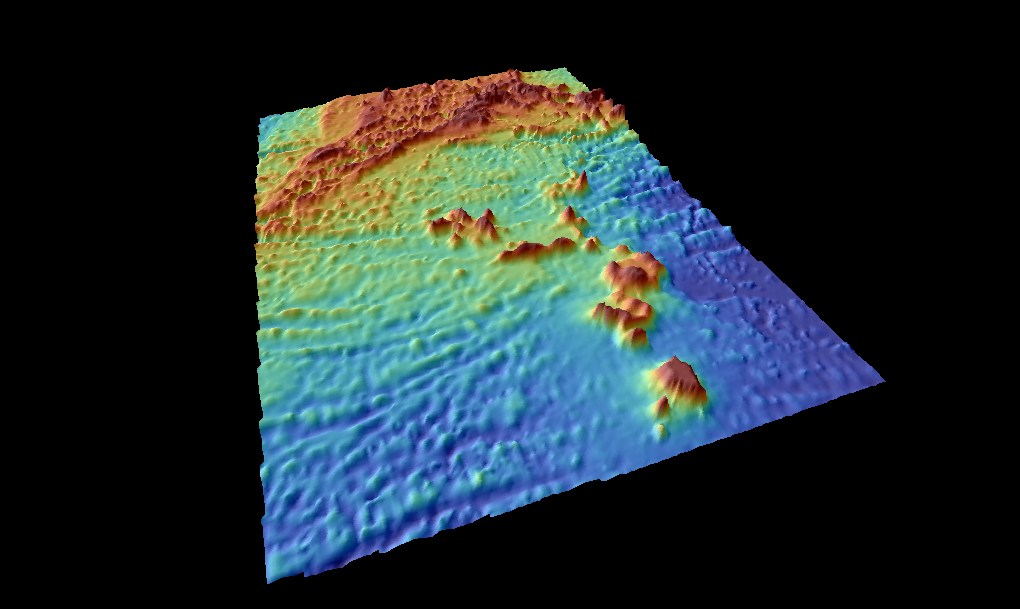
Le guyot du Grand Météore, le large sommet en bas à droite.

La majorité des guyots se trouve dans l'océan Pacifique. Leur nombre estimé y est d'environ deux mille. La chaine de l'Empereur est un excellent exemple d'une chaine volcanique entièrement submergée contenant de nombreux guyots.
On en trouve cependant aussi dans les autres océans. Dans l'océan Atlantique, au sud des Açores, existe ainsi le plus grand guyot connu, le Grand Météore. S'élevant à une hauteur de plus de 4 800 m, son sommet présente une surface de 1 465 km2.

## Biologie
Les guyots sont également associés à des formes de vie spécifiques et différentes quantités de matière organique. On y relève des augmentations locales de chlorophylle a, une amélioration des taux d’absorption de carbone et des changements dans la composition des espèces de phytoplancton.

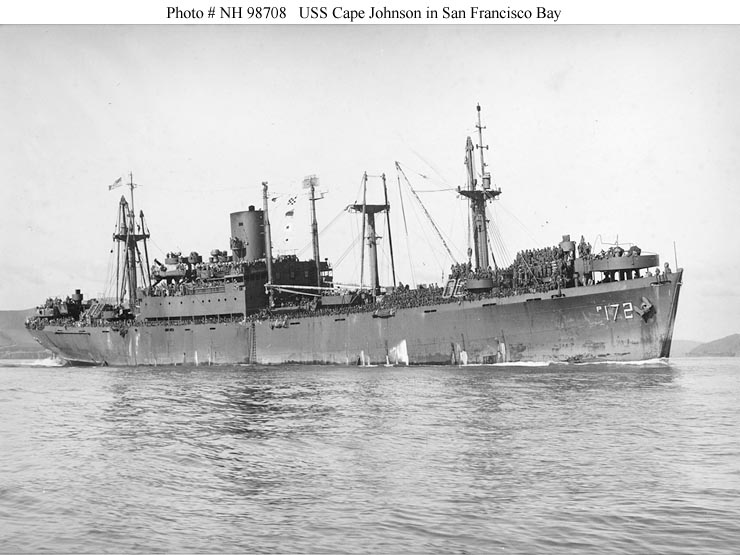
Le USS Cape Johnson, commandé par Harry Hess, dont il utilisa le sonar, qui lui permit de reconnaître plusieurs guyots.